# Kerzers
Kerzers (fr. Chiètres, gsw. Cheerzers, frp. Tyétre) – gmina (fr. commune; niem. Gemeinde) w Szwajcarii, w kantonie Fryburg, w okręgu Lac. 

## Demografia
W Kerzers mieszka 5 037 osób. W 2020 roku 27,4% populacji gminy stanowiły osoby urodzone poza Szwajcarią.

## Transport
Przez teren gminy przebiegają drogi główne nr 10 i nr 22. 